# Omocestus uvarovi
Omocestus uvarovi är en insektsart som beskrevs av Zanon 1926. Omocestus uvarovi ingår i släktet Omocestus och familjen gräshoppor. Inga underarter finns listade i Catalogue of Life.